# Pouillat
Pouillat és un municipi francès situat al departament de l'Ain i a la regió d'Alvèrnia-Roine-Alps. L'any 2007 tenia 79 habitants.

## Demografia

### Població
El 2007 la població de fet de Pouillat era de 79 persones. Hi havia 28 famílies de les quals 4 eren unipersonals (4 homes vivint sols), 16 parelles sense fills, 4 parelles amb fills i 4 famílies monoparentals amb fills.
La població ha evolucionat segons el següent gràfic:
Habitants censats

### Habitatges
El 2007 hi havia 44 habitatges, 32 eren l'habitatge principal de la família, 9 eren segones residències i 3 estaven desocupats. 41 eren cases i 3 eren apartaments. Dels 32 habitatges principals, 27 estaven ocupats pels seus propietaris i 5 estaven llogats i ocupats pels llogaters; 10 tenien tres cambres, 10 en tenien quatre i 12 en tenien cinc o més. 23 habitatges disposaven pel capbaix d'una plaça de pàrquing. A 17 habitatges hi havia un automòbil i a 13 n'hi havia dos o més.

### Piràmide de població
La piràmide de població per edats i sexe el 2009 era:
| Homes | Edats   | Dones |
| ----- | ------- | ----- |
| 0     | 95 o +  | 0     |
| 0     | 90 a 94 | 0     |
| 0     | 85 a 89 | 0     |
| 0     | 80 a 84 | 0     |
| 0     | 75 a 79 | 0     |
| 4     | 70 a 74 | 0     |
| 0     | 65 a 69 | 0     |
| 4     | 60 a 64 | 8     |
| 4     | 55 a 59 | 0     |
| 4     | 50 a 54 | 4     |
| 0     | 45 a 49 | 4     |
| 0     | 40 a 44 | 0     |
| 4     | 35 a 39 | 4     |
| 4     | 30 a 34 | 0     |
| 0     | 25 a 29 | 0     |
| 0     | 20 a 24 | 0     |
| 0     | 15 a 19 | 0     |
| 4     | 10 a 14 | 4     |
| 0     | 5 a 9   | 4     |
| 8     | 0 a 4   | 0     |

## Economia
El 2007 la població en edat de treballar era de 50 persones, 35 eren actives i 15 eren inactives. De les 35 persones actives 31 estaven ocupades (18 homes i 13 dones) i 4 estaven aturades (2 homes i 2 dones). De les 15 persones inactives 7 estaven jubilades, 4 estaven estudiant i 4 estaven classificades com a «altres inactius».
Activitats econòmiques
L'únic establiment que hi havia el 2007 era d'una empresa de comerç i reparació d'automòbils.
L'any 2000 a Pouillat hi havia 3 explotacions agrícoles.

## Poblacions més properes
El següent diagrama mostra les poblacions més properes.